# Kamenica (kommun)
Kamenica (serbiska: Opština Kamenica, albanska: Komuna e Kamenicës, serbiska: Општина Каменица, Opština Kosovska Kamenica, Каменица, albanska: Kamenicë, Komuna e Dardanës, Kamenicës) är en kommun i Kosovo. Den ligger i den östra delen av landet, 40 km öster om huvudstaden Priština. Antalet invånare är 33 539. Arean är 424 kvadratkilometer.
Terrängen i Kamenica är kuperad.